# Bilmodellbeteckningar

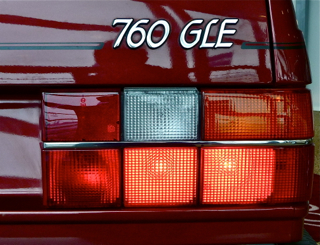
Modellbeteckning på en Volvo.

Bilmodellbeteckningar byggs oftast upp av själva bilmodellnamnet följt av en beteckning som anger utrustningsnivå eller annan karaktär för bilmodellen.

## Beteckningar
- CV, av franskans Cheval-vapeur, hästkraft, har ofta förekommit i franska bilmodellnamn[förtydliga]
- GTO, Gran Turismo Omologazione (italienska); omologazione betyder homologation
- GTI, (GTi), Grand Turisimo Injection

## Tillverkares modellbeteckningar

### Alfa Romeo

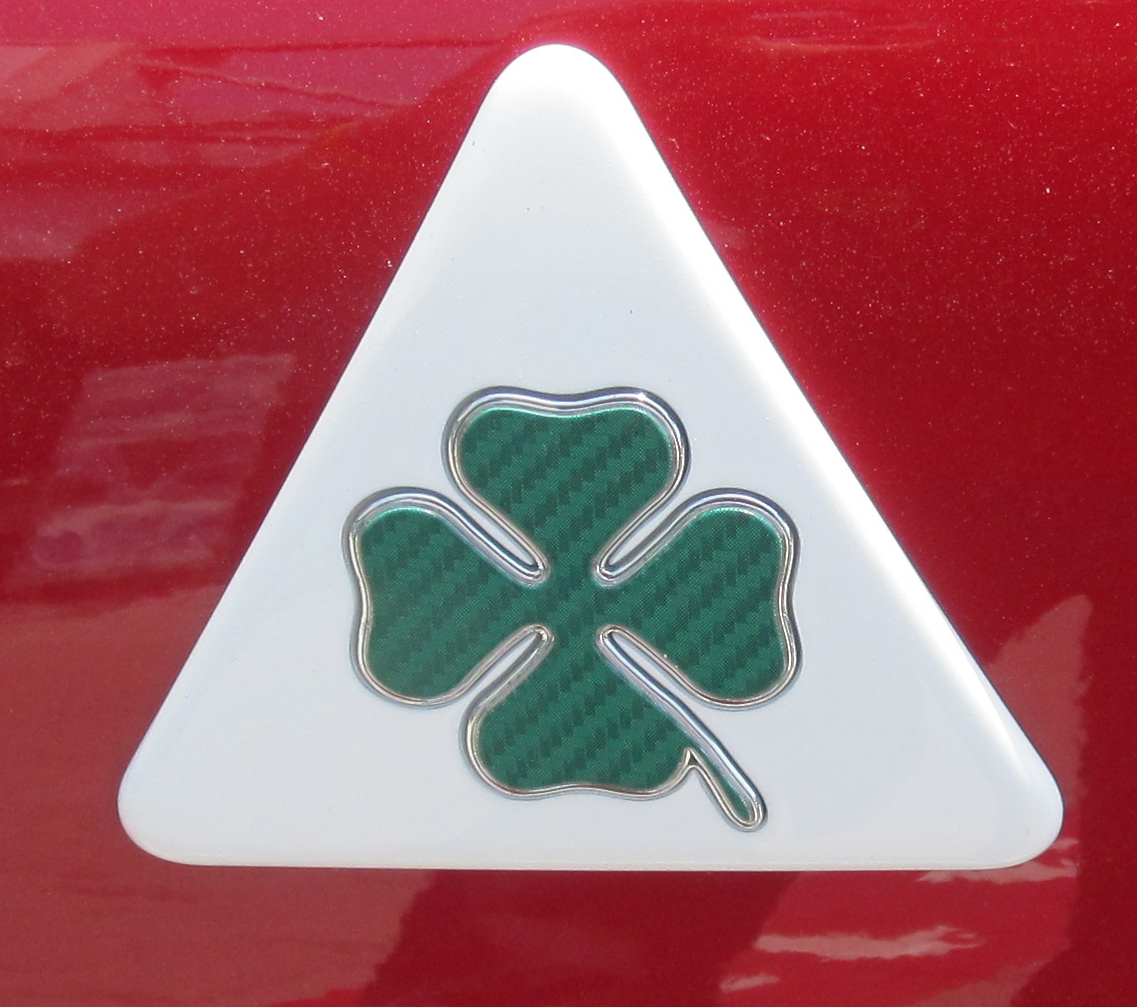

Företaget har använt olika system, bland annat har man med anspelning på Romeo och Julia använt namn som Giulia och Giulietta. Namnet Quadrifoglio som används för specialutrustade modeller betyder fyrklöver.

### Audi
När varumärket Audi återupplivades på 1960-talet hette första modellen F103, men fick olika namn beroende på motorstyrkan (Audi 60, Audi 72, Audi 80). Nästa generation av denna modell fick heta Audi 80 (oavsett motor) och en lite större modell Audi 100, medan den nya småbilen fick heta Audi 50 (och var identisk med Volkswagen Polo). Modellerna 80 och 100 hängde med i flera generationer och kompletterades med 90 (som var en coupémodell av 80) och 200 Turbo (som var en lyxigare 100). Även modellerna Quattro, Coupé och V8 förekom, med självförklarande namn. Kombimodellerna som började tillverkas fick tillnamnet Avant.
En konsekventare namngivning återkom när alla modeller bytte namn i början av 1990-talet. Audi 80 blev Audi A4, 100 blev A6 och modellerna A2, A3 och A8 tillkom. De sportigare varianterna fick S i stället för A i namnet men de allra sportigaste fick RS i stället för ett A (till exempel RS6). Sedan har även A5, som är coupémodellen av A4 och A7, som är A6:ans coupémodell tillkommit. Dessutom finns Q-modellerna som är SUV:ar, och R8 som är en sportbil med mittmotor.

### BMW
BMW använder tresiffriga modellbeteckningar, (till exempel 320) där den första bokstaven anger bilens storleksklass och de två följande siffrorna anger ungefärliga motorstorleken i liter. På senare år (2010-talet) har cylindervolymen börjat avvika från modellbeteckningen, ofta för att samma motor används i olika modeller men med olika effektuttag. Tillägget M anger att det är en sporttrimmad variant (till exempel M3), Xdrive anger att bilen är fyrhjulsdriven medan X innebär att bilen är en suv eller crossover (till exempel X1).

### Citroën
Få tillverkare har varit så inkonsekventa i namngivningen som Citroën. Man har använt bokstavskombinationer, bokstäver + siffror och även mer eller mindre fantasifulla namn. Ofta har flera olika sätt att namnge bilmodeller använts samtidigt. Till exempel fanns modellerna DS, ID, 2CV samtidigt som Dyane, Ami och GS. Vissa beteckningar kunde läsas ut som något ord, som DS (déesse = gudinna) eller ID (idé).
På 1980-talet gjordes ett försök att samordna bildmodellernas namn. Den största modellen hette då CX, och när mellanklassbilen GSA skulle ersättas fick den nya modellen heta BX. Småbilen Visa ersattes av AX. Men systemet blev snart i oordning igen, eftersom AX, BX och CX byttes ut mot nya modeller med helt nya namn.
På 2000-talet infördes en ny och enklare namngivning. Först ut var C5, som sedan följdes av C2, C3 och C4. Även C1 och C6 tillkom. Dessa modellnamn har behållits även när bilarna har kommit i nya modellgenerationer (C2 och C6 är nedlagda). Några modeller har haft ett namn utöver C-beteckningen (som C4 Cactus, C3 Picasso och C5 Aircross). Dessutom tog man fram DS-modellerna (DS3, DS4, DS5) som var mer exklusiva alternativ byggda på samma grund, men dessa säljs numera under eget varumärke (DS) och har inte Citroën i modellbeteckningen.

### Fiat
Tidigt i sin historia använde Fiat motorns cylindervolym som modellbeteckning, till exempel 500, 850, 1500. Detta system byttes mot tresiffriga modellbeteckningar som 124, 127 och 128. Dessa nummer var inte i storleksordning, utan mer eller mindre i nummerordning när bilarna togs fram. På 1980-talet började bilarna få namn i stället för nummer, även om Uno betyder 1 på italienska.

### Mercedes-Benz
Mercedes-Benz använder modellbeteckningar bestående av en, två eller tre bokstäver följt av tre siffror. Bokstäverna anger grundmodellen och siffrorna anger ungefär motorstorleken i liter. I många år användes till exempel 200 som beteckning på en bil med 2-litersmotor och 300 för 3-litersmotor. Bokstaven D efter numret stod för diesel. S efter numret betydde att det var en bil av S-klass (den större karossen) och inte "kompakten". Ytterligare tilläggsbokstäver som användes var E för insprutningsmotor och L för förlängd kaross (exempelvis 450 SEL, som var en S-klass med 4,5 liters V8 och förlängd kaross).
När Mercedes-Benz 190 introducerades, som var en mindre modell blev beteckningarna inte riktigt konsekventa. Den hade en 2-litersmotor, men 200 var redan upptaget av "kompakten" (som nu var mellanstorleken). När större motorer skulle införas, blev lösningen att de fick heta exempelvis 190 2,3. För att få ordning på det hela infördes ett nytt system där den minsta modellen kallades C-klass och hade beteckningen C180, C200 och så vidare. Den tidigare "kompakten" fick bli E-klass med samma typ av beteckningar och S-klassen fick självklart likadana namn. Med tiden har även A- och B-klass introducerats. G har använts för att beteckna terränggående bilar och senare även SUV-modeller.
En avvikande användning av klassernas bokstäver är att kupémodellen av A-klassen kallas CLA. Anledningen är att den är prismässigt i linje med C-klassen.

### Opel
Fram till 1990-talet baserades modellnamnen på gradbeteckningarna i marinen. Den mindre modellen hette till exempel Kadett och den stora Kapitän. Företagets kombivagnar kallas Caravan. Flera militära beteckningar har med tiden försvunnit och ersatts av lite mer fantasifulla namn som Astra, Insignia med flera. Delvis har det berott på att de har fått samma beteckning som motsvarande Vauxhall-modeller.

### Peugeot
Treställiga nummer med en nolla i mitten har varit Peugeots modellbeteckningar i årtionden. Första siffran betecknar bilens storleksklass och den sista visar vilken generation den tillhör. Peugeot 504 följdes till exempel av 505. Oftast har de modeller som tillverkas samtidigt samma slutsiffra, men vissa modeller släpat efter. Det är inte heller alla nummer som har använts, exempelvis ersattes modellerna 407 och 607 av 508, medan det aldrig fanns någon 506 eller 507. Ett annat undantag var Peugeot 309, som tillverkades samtidigt som 306. Som tillägg till siffrorna användes tidigare beteckningen Break på kombimodellerna, men senare har de kallats Kombi eller SW. De aktuella numren (2017) slutar på 8, men samtidigt har man tagit fram lågprismodeller och då börjat använda 1 i slutet, först ut är Peugeot 301.
Vissa modeller har fyrställiga nummer med två nollor i mitten. Den första modell som hade denna typ av beteckning var 1007, som var en udda modell med dubbla skjutdörrar. Efter det har dessa nummer använts på SUV- och Crossover-modeller, och även några andra bilar med förhöjd kaross.

### Saab
Modellnamnen har med få undantag alltid innehållit siffran nio. Exempel: Saab 92, Saab 93, Saab 95, Saab 96, Saab 99, Saab 900, Saab 9000 och de sista åren Saab 9-3 och Saab 9-5, medan de rena sportbilarna kallades Sonett (första generationen hette även 94). Som tillägg till sifferbeteckningarna har bland annat följande bokstavskombinationer använts:
- CD, "classic design", på 9000-seriens sedanvariant
- CS angav den omgjorda, senare varianten av 9000-serien, som var en kombikupé
- GL, "grand luxe"
- i, insprutningsmotor

### Volkswagen
Volkswagen hade till att börja med bara en modell, som då fick heta ”Typ 1”. När minibussen lanserades fick den namnet ”Typ 2”. Typ 3 var en lite större modell än Typ 1, och Typ 4 skulle ersätta Typ 3, även om alla modellerna Typ 1-4 tillverkades parallellt i början av 1970-talet. Bilarna av dessa grundmodellen hade även andra modellbeteckningar som 1200, 1500, Limousine och Transporter. När NSU togs över av koncernen fick man även in en modell med beteckningen K70.
Under 1970-talet började Volkswagen att använda modellnamn utifrån vindar och strömmar: Golf (golfströmmen), Passat (passadvinden) och Scirocco. Företagets kombivagnar kallas Variant (vilket även användes på Typ 3 och 4). Även Polo var ett namn som började användas på 70-talet och har följt med in på 2020-talet. Polo, Golf och Passat har hela tiden varit de bästsäljande modellerna, men de har haft några syskonmodeller med andra namn i egna karossversioner, till exempel Derby, Jetta, Santana och CC.
Med början 2020 har Volkswagen presenterat eldrivna modeller på MEB-plattformen. Först ut var ID.3 följd av ID.4. Det verkar som att modellerna på denna plattform kommer att fortsätta få namn i formen ID följt av en siffra istället för de klassiska modellnamnen.

### Volvo
Volvos modeller fick från 1966 modellbeteckningar baserade på serie, cylinderantal och antalet dörrar. Exempelvis tillhörde Volvo 144 Volvos 100-serie och hade en fyrcylindermotor och fyra dörrar (sedanmodell). Volvo 265 tillhörde 200-srien med sexcylindermotor och fem dörrar (kombiversion). Den sista siffran försvann i början av 1980-talet varpå modellerna oavsett sedan eller kombi fick en nolla som slutsiffra, till exempel Volvo 740 och 850. Företagets kombivagnar kallas herrgårdsvagn. I och med Volvo S40 infördes ett nytt system på 1990-talet.
- DL, De Luxe, var Volvos standardutrustningsnivå på personbilarna mellan 1975 och 1978. Från och med årsmodell 1979[1] blev DL den lägre utrustningsnivån.
- E eller ES, insprutningsmotor (av tyskans Einspritzmotor)
- GL, Grand Luxe,[2] var från 1975 Volvos beteckning för bättre utrustade modeller för att från 1979 ange standardutrustningsnivå.
- GLT, Grand Luxe Touring, var Volvos sportiga extrautrustningsnivå på personbilarna från och med 1980. I GLT-programmet ingick även Volvo Turbo som var lika välutrustad som de övriga GLT-bilarna, men i 1981 årsmodell, hade den även extra skålade stolar, speciallack och digitalur. I 740-serien fanns GLT både som ett utrustningspaket och som en sportmodell med 16-ventilsmotor.
- GLE är en utrustningsnivå hos många biltillverkare som anger att bilen har en rad extrautrustning som standard. GLE har använts av Volvo under många år. Förkortningen skall uttydas Grand Luxe Electronic, eller Executive. Electronic avser att bränsleinsprutningssystemet är elektroniskt styrt, och hade automatiska fönstervevar vid vissa tillfällen, vilket de andra Volvos inte hade, det var unikt på just Volvo.
- GT, Grand Touring. Den enda Volvo som haft denna beteckning var 242 GT.
- L, Luxe, var Volvos lägre utrustningsnivå från 1975 för att från årsmodell 1979 utgå helt.[1]
- S användes för 140-serien på bilar som hade motorn från DL, men utrustningen från L.
- Turbo användes som modellbeteckning på de första turboförsedda modellerna (240, 740, 760, 480). Med tiden kom modeller som hade turbomotor, men hette någonting annat (t.ex. 2,4T, T5, T6).
- B4/B5 används på bilar med mildhybridsystem, istället för T eller D, både på bensin- och dieselmodeller.

Det nyare systemet bygger på att första bokstaven är S för sedanmodeller, V för halvkombi/kombi och X för SUV. Därefter 2 siffror som visar storleken på bilen och sist kommer motorbeteckningen med D2, D3 och så vidare för diesel i olika effektklasser och T2, T3 och så vidare för bensinmotorer. Från början var sista siffran lika med antalet cylindrar, men det har förlorat sin betydelse när i stort sett alla motorer är 4-cylindriga och därför står det nu för effekten enligt en intern tabell.